# Kvantvakuum
Kvantvakuum är ett fysikaliskt tillstånd, där inga reella partiklar (i motsats till virtuella partiklar) finns inom en viss rymd. I kvantfältteori, är vakuumtillståndet ett kvantmekaniskt tillstånd med den lägsta möjliga energin. I allmänhet innehåller det inga fysiska partiklar. Nollpunktfält används ibland som synonym för ett individuellt kvantiserat fälts vakuumtillstånd. Enligt dagens uppfattning om vad som kallas vakuumtillståndet eller kvantvakuumet, så är det "ingalunda en enkel tom rymd", och likaså: "det är ett misstag att föreställa sig ett fysiskt vakuum som något absolut tomt intet."

## Fysikalisk bakgrund
Heisenbergs obestämdhetsrelation låter naturen låna energi under korta tidsintervall. Detta lån resulterar i att ett partikelpar skapas (en partikel och en antipartikel), för att tillintetgöras (annihileras) en kort tid därefter. Kvantmekanikens vakuumtillstånd är alltså inte helt tomt utan innehåller istället svävande elektromagnetiska vågor och partiklar. Fenomenet kallas kvantbrus, en ständig pågående aktivitet i tomma rymden, där partiklar och deras antipartiklar skapas från ingenting, ploppar upp och existerar för ett ögonblick, för att sedan förintas mot sina antipartiklar. Detta kan iakttagas vid en väldigt kraftig förstoring av tomrummet.
Kvantelektrodynamikens (QED) vakuum var det första kvantfältsteoretiska vakuum som blev utrett. QED skapades på 1930-talet, och blev under det sena 1940- och tidiga 1950-talet omformulerat av Feynman, Tomonaga och Schwinger, som gemensamt fick Nobelpriset i fysik för sina arbeten 1965. Ett klassiskt vakuum (det tomma rummet) kan därför enligt kvantfysiken inte uppnås. 
Max Planck's arbete med svartkroppsstrålningen resulterade i en lyckad beskrivning av strålningsspektrumet från en svart kropp. Planck antog i sitt arbete att energin som strålade från en svart kropp endast antar vissa bestämda värden (kvantiserade värden). Formeln påvisar att även vid temperaturen noll Kelvin (absoluta nollpunkten) finns en viss energi kvar. Denna nollpunktsenergi gör det omöjligt att uppnå ett absolut vakuum.